# Fislisbach
Fislisbach är en ort och kommun i distriktet Baden i kantonen Aargau, Schweiz. Kommunen har 6 090 invånare (2023).